# Takako Shigematsu
Takako Shigematsu (しげまつ 貴子), née le 23 août [Quand ?], est une mangaka spécialisée dans le Shōjo. Elle a commencé sa carrière de Mangaka en 1995 mais celle-ci décollera surtout à partir de 2002 avec Les Géants de mon cœur.
C'est une mère de famille qui adore les animaux ; elle a recueilli deux animaux abandonnés : un petit chien du nom de Molly et un chat tigré du nom de Reggie que l'on retrouve dans les préfaces de ses mangas.

## Ouvrages
- Les Géants de mon cœur (Tayomade three meters / 3 Meters from the Sun)

1er volume sorti au Japon le 25 avril 2002 chez Akita shôten. Manga terminé de 3 volumes. Publié en France chez Taifu comics.
- Tout sauf un ange !! (Tenshi Ja Nai !! / I'm no angel). Ce manga a été adapté en drama par les sud-coréens en 2012, il s'appelle " Ma Boy" et est en 3 épisodes. Les acteurs principaux sont Kim So-Hyun et Sun Woong.

1er volume sorti au Japon le 18 septembre 2003 chez Akita shoten. Manga terminé de 8 volumes. Publié en France chez Taifu comics.
- Les Vœux d'Amour (Lamp No Ousama / King of the lamp)

1er volume sorti au Japon le 16 mai 2005 chez Akita shôten. Manga terminé de 1 volume.
Publié en France chez Taifu Comics.
- Big Bang Venus (Kyuukyoku Venus / Ultimate Venus)

1er volume sorti au Japon le 16 janvier 2007 chez Akita shoten. Manga terminé de 9 volumes.
Publié en France chez Taifu comics.